# Ordre de bataille lors de la bataille de Talavera

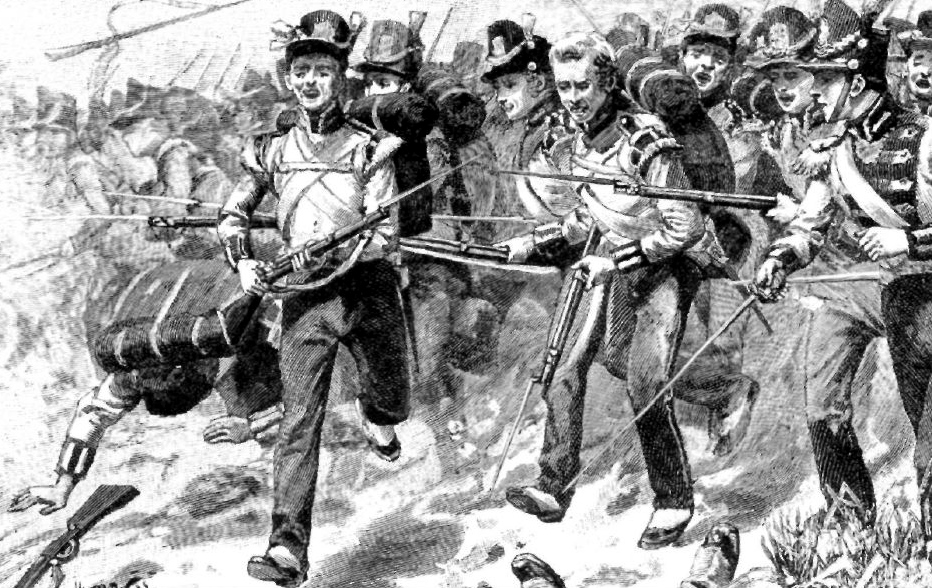
Le 48e Regiment of Foot à la bataille de Talavera, 1809. Illustration de W. R. Wollen.

La bataille de Talavera se déroule les 27 et 28 juillet 1809 à Talavera de la Reina, au cours de la guerre d'Espagne, et oppose l'armée française commandée par le roi Joseph Bonaparte aux forces anglo-espagnoles du général Arthur Wellesley. La bataille se solde par une victoire tactique britannique, mais par une victoire stratégique française, avec de lourdes pertes dans les deux camps.
Après l'échec du maréchal Soult au Portugal, l'armée britannique du général Wellesley, forte de 20 000 hommes, pénètre en Espagne et y fait sa jonction avec les 30 000 Espagnols commandés par la Cuesta. Remontant le Tage avec l'intention de marcher sur Madrid, les Alliés se voient barrer la route à hauteur de Talavera par le 1er corps français du maréchal Victor, bientôt renforcé par le 4e corps de Sébastiani et par la garnison de Madrid qu'amène le roi Joseph Bonaparte en personne. Les affrontements débutent le 27 juillet et se poursuivent jusqu'au lendemain. Les Anglo-Espagnols, retranchés sur une colline, tiennent tête à trois reprises aux assauts français sous une violente canonnade. Les pertes sont lourdes dans les deux camps, mais les lignes de Wellesley ne sont pas percées et les Français doivent finalement battre en retraite.
Toutefois, la proximité de Soult qui arrive depuis le nord décide le général britannique à reculer vers le Portugal, abandonnant en chemin artillerie, bagages et munitions. Les Espagnols, restés seuls, seront écrasés quelque temps plus tard à la bataille d'Ocaña.

## Ordre de bataille français
Armée d'Espagne : Joseph Bonaparte, roi d'Espagne, commandant en chef — 47 176 hommes
- Chef d'état-major : maréchal Jean-Baptiste Jourdan
- Commandant l'artillerie : général de division Alexandre-Antoine Hureau de Sénarmont
- Commandant le génie : général de brigade François Joseph d'Estienne de Chaussegros de Léry

| Joseph Bonaparte | Jean-Baptiste Jourdan | Alexandre de Sénarmont | François-Joseph de Léry |
| Joseph Bonaparte | Jean-Baptiste Jourdan | Alexandre de Sénarmont | François-Joseph de Léry |

### 1ercorps

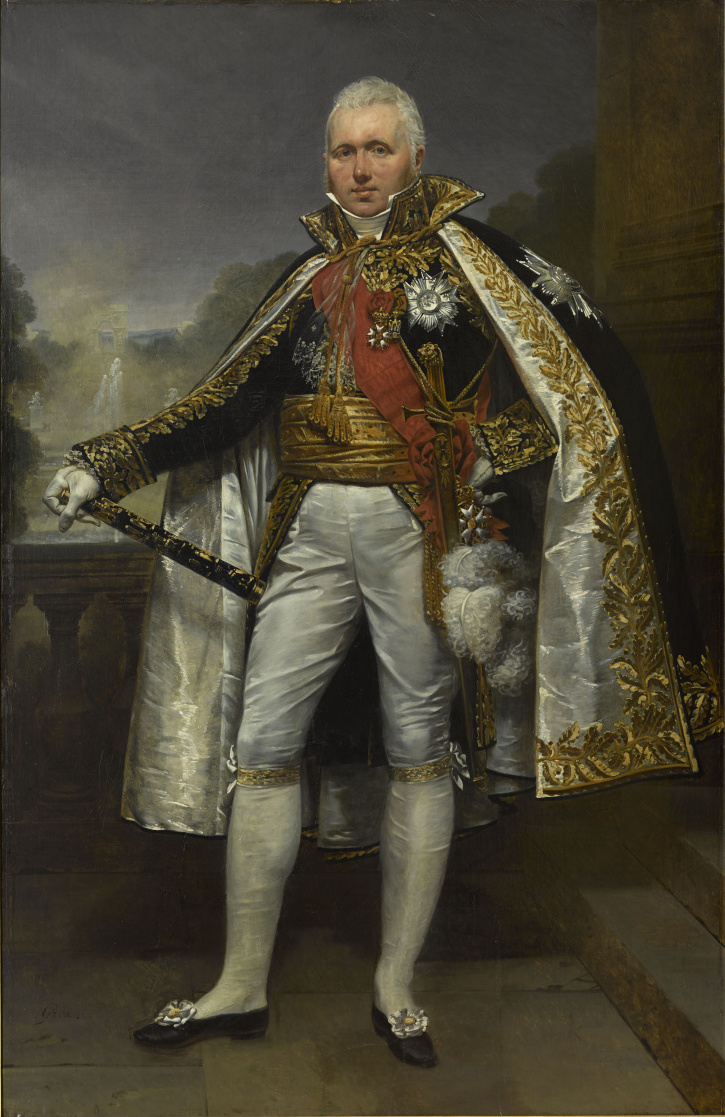
Le maréchal Victor, duc de Bellune, commandant le 1er corps de l'armée d'Espagne. Huile sur toile d'Antoine-Jean Gros, 1812, château de Versailles.

Maréchal Claude-Victor Perrin — 18 283 fantassins, 980 cavaliers, 48 canons
- Chef d'état-major : général de brigade Jean-Baptiste Pierre de Semellé[2]
- 1re division : général de division François Amable Ruffin — 9 bataillons, 5 286 hommes
  - 9e régiment d'infanterie légère — 3 bataillons, 1 560 hommes
  - 24e et 96e régiments d'infanterie de ligne — 6 bataillons, 3 726 hommes
  - 12 canons
- 2e division : général de division Pierre Belon Lapisse — 12 bataillons, 6 862 hommes
  - 16e régiment d'infanterie légère — 3 bataillons, 1 656 hommes
  - 8e, 45e et 54e régiments d'infanterie de ligne — 9 bataillons, 5 206 hommes
  - 12 canons
- 3e division : général de division Eugène-Casimir Villatte — 12 bataillons, 6 135 hommes
  - 27e régiment d'infanterie légère — 3 bataillons, 1 823 hommes
  - 63e, 94e et 95e régiments d'infanterie de ligne — 9 bataillons, 4 312 hommes
  - 12 canons
- Cavalerie : général de brigade Louis Chrétien Carrière de Beaumont — 4 escadrons, 980 hommes
  - 2e régiment de hussards — 2 escadrons, 490 hommes
  - 5e régiment de chasseurs à cheval — 2 escadrons, 490 hommes
  - 12 canons

### 4ecorps

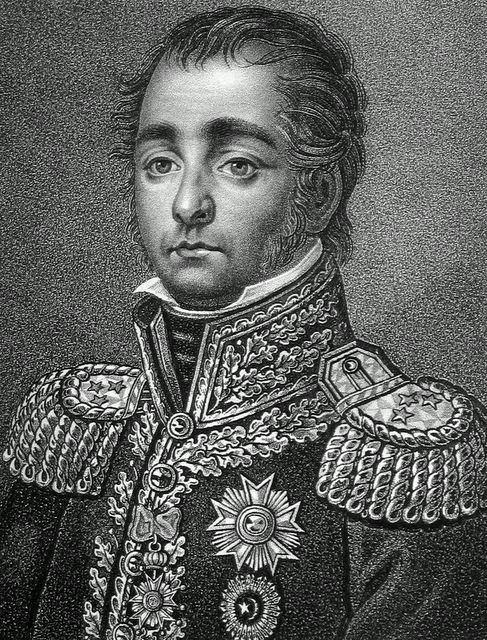
Le général Horace Sébastiani, commandant le 4e corps de l'armée d'Espagne.

Général de division Horace Sébastiani — 13 985 fantassins, 1 188 cavaliers, 30 canons
- 1re division : général de division Horace Sébastiani — 12 bataillons, 8 118 hommes
  - 28e, 32e, 58e et 75e régiments d'infanterie de ligne — 12 bataillons, 8 118 hommes
  - 12 canons
- 3e division : général de division Jean François Leval — 10 bataillons, 5 867 hommes
  - 2e régiment du duché de Nassau — 2 bataillons, 947 hommes
  - 4e régiment du grand-duché de Bade — 2 bataillons, 1 386 hommes
  - 3e régiment de Hesse-Darmstadt — 1 bataillon, 398 hommes
  - Régiment de Francfort — 1 bataillon, 504 hommes
  - 2e et 4e régiments de ligne hollandais — 2 bataillons, 1 032 hommes
  - 4e régiment polonais du duché de Varsovie — 2 bataillons, 1 600 hommes
  - 18 canons
- Cavalerie : général de division Christophe Antoine Merlin — 11 escadrons, 1 188 hommes[note 1]
  - 10e et 26e régiments de chasseurs à cheval — 3 escadrons, 515 hommes
  - Lanciers polonais de la Vistule — 3 escadrons, 402 hommes
  - Chevau-légers du royaume de Westphalie — 2 escadrons, 271 hommes

### Réserve de cavalerie

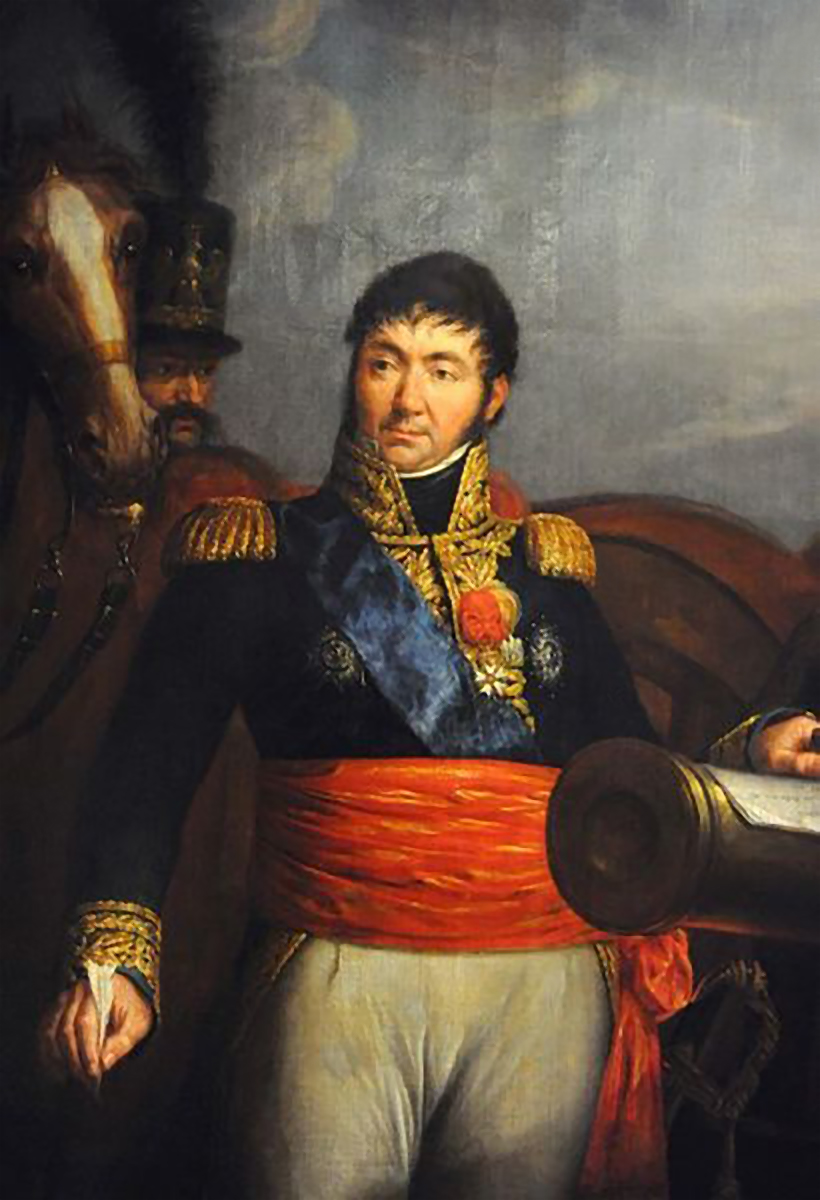
Le général Jean-Baptiste Milhaud, commandant la 2e division de la réserve de cavalerie. Peinture de Charles Verhulst, 1808.

Général de division Victor de Fay de Latour-Maubourg — 31 escadrons, 5 202 cavaliers, 12 canons
- 1re division de dragons : général de division Victor de Fay de Latour-Maubourg — 16 escadrons, 3 279 hommes
  - 1er, 2e et 4e régiments de dragons — 7 escadrons, 1 566 hommes
  - 9e, 14e et 26e régiments de dragons — 9 escadrons, 1 713 hommes
  - 6 canons
- 2e division de dragons : général de division Jean-Baptiste Milhaud — 15 escadrons, 1 923 hommes
  - 5e et 12e régiments de dragons — 6 escadrons, 790 hommes
  - 16e et 20e régiments de dragons — 6 escadrons, 799 hommes
  - 3e régiment de hussards hollandais — 3 escadrons, 334 hommes
  - 6 canons

### Garnison de Madrid
Général de division Jean-Joseph Dessolles — 4 477 fantassins, 600 cavaliers, 14 canons
- Infanterie de la ligne — 6 bataillons, 3 337 hommes
  - 12e régiment d'infanterie légère — 3 bataillons, 1 669 hommes
  - 51e régiment d'infanterie de ligne — 3 bataillons, 1 668 hommes
- Cavalerie de la ligne — 2 escadrons, 250 hommes
  - 27e régiment de chasseurs à cheval — 2 escadrons, 250 hommes
- Garde royale espagnole — 2 bataillons et 3 escadrons, 1 490 hommes
  - Grenadiers et tirailleurs de la Garde royale — 2 bataillons, 1 140 hommes
  - Chevau-légers de la Garde royale — 3 escadrons, 350 hommes

## Ordre de bataille britannique

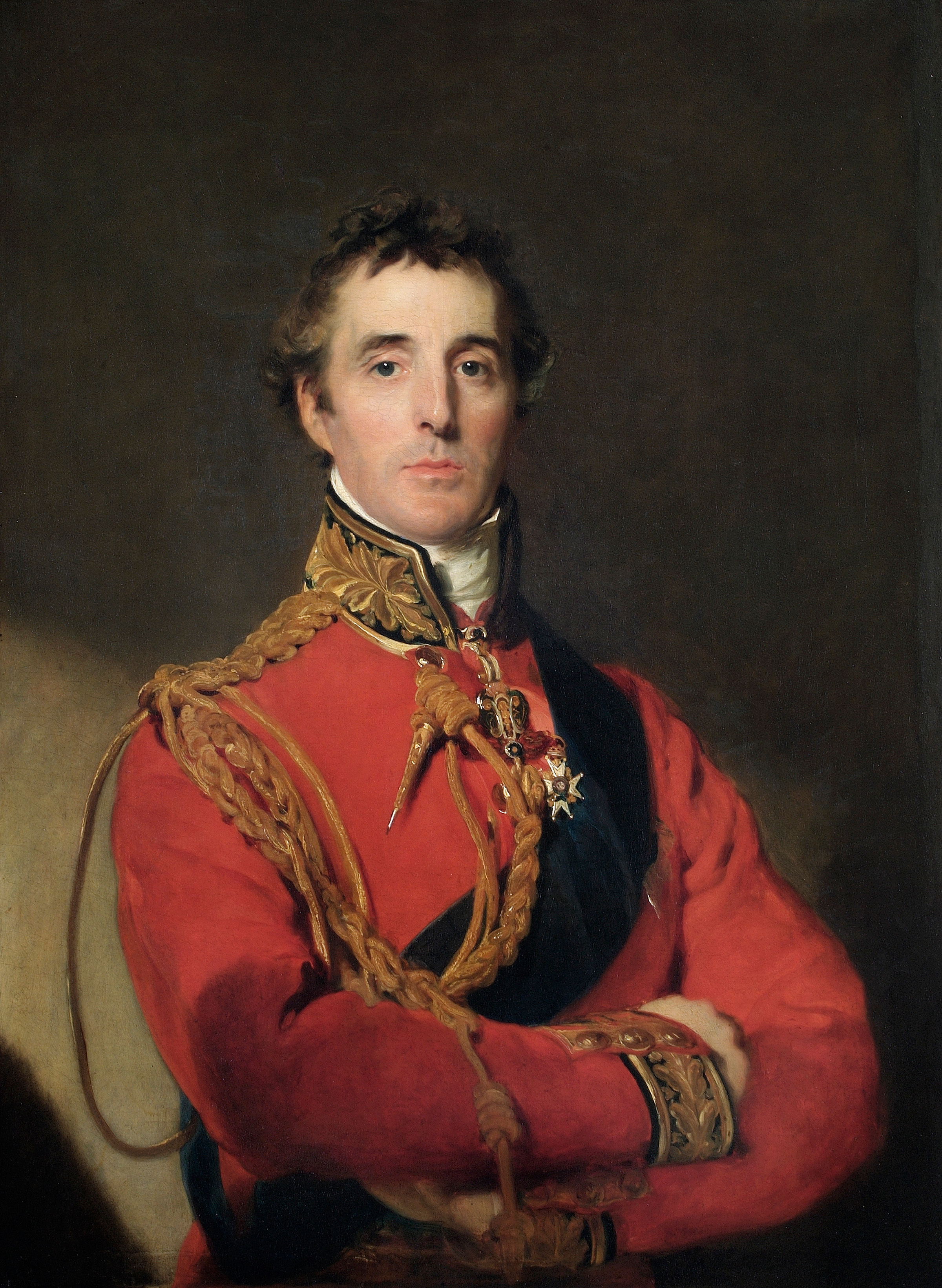
Le lieutenant-général Arthur Wellesley, commandant en chef l'armée britannique.

Armée britannique : lieutenant-général Arthur Wellesley, commandant en chef — 20 641 hommes, 30 canons

### 1redivision

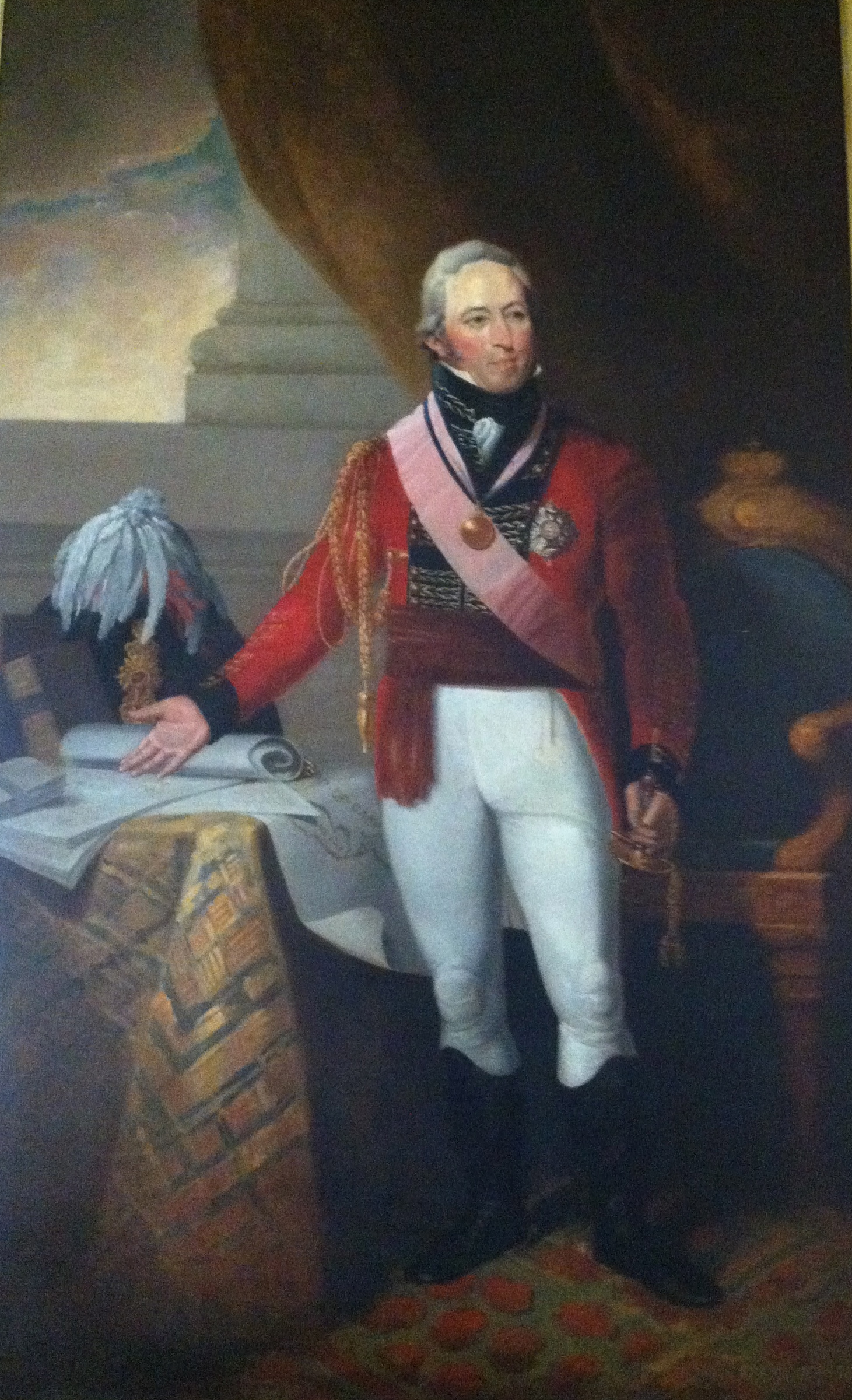
Le lieutenant-général John Coape Sherbrooke, commandant la 1re division britannique. Huile sur toile de Robert Field, vers 1812.

Lieutenant-général John Coape Sherbrooke — 8 bataillons & 2 compagnies, 5 964 hommes
- 60th Rifles « Royal American » — 2 compagnies, 107 hommes
- 1re brigade : brigadier-général Henry Frederick Campbell — 2 bataillons, 1 989 hommes
  - 2nd Foot Guards « Coldstream Guards » — 1 bataillon, 970 hommes
  - 3rd Foot Guards « Scots Guards » — 1 bataillon, 1 019 hommes
- 2e brigade : brigadier-général Alan Cameron — 2 bataillons, 1 313 hommes
  - 1er bataillon du 61st Regiment of Foot « South Gloucestershire » — 1 bataillon, 778 hommes
  - 2e bataillon du 83rd Regiment of Foot — 1 bataillon, 535 hommes
- 3e brigade : brigadier-général Ernst Langwerth — 2 bataillons, 1 388 hommes
  - 1st Line Battalion de la King's German Legion — 1 bataillon, 657 hommes
  - 2nd Line Battalion de la King's German Legion — 1 bataillon, 731 hommes
- 4e brigade : brigadier-général Sigismund Löwe — 2 bataillons, 1 167 hommes
  - 5th Line Battalion de la King's German Legion — 1 bataillon, 610 hommes
  - 7th Line Battalion de la King's German Legion — 1 bataillon, 557 hommes

### 2edivision

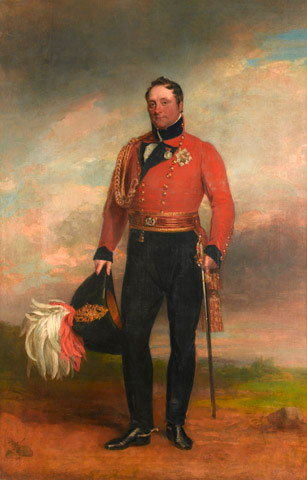
Le major-général Rowland Hill, commandant la 2e division britannique. Huile sur toile de George Dawe.

Major-général Rowland Hill — 6 bataillons & 1 compagnie, 3 905 hommes
- 60th Rifles « Royal American » — 1 compagnie, 52 hommes
- 1re brigade : major-général Christopher Tilson — 3 bataillons, 1 839 hommes
  - 1er bataillon du 3rd Regiment of Foot « East Kent » — 1 bataillon, 746 hommes
  - 2e bataillon du 48th Regiment of Foot « Northampton » — 1 bataillon, 567 hommes
  - 2e bataillon du 66th Regiment of Foot « Berck » — 1 bataillon, 526 hommes
- 2e brigade : brigadier-général Richard Stewart — 3 bataillons, 2 014 hommes
  - 1er bataillon du 29th Regiment of Foot « Worcester » — 1 bataillon, 598 hommes
  - 1er bataillon du 48th Regiment of Foot « Northampton » — 1 bataillon, 807 hommes
  - 1er bataillon des Detachements — 1 bataillon, 609 hommes

### 3edivision
Major-général Alexander Randoll Mackenzie — 5 bataillons & 5 compagnies, 3 747 hommes
- 60th Rifles « Royal American » — 5 compagnies, 273 hommes
- 1re brigade : major-général Alexander Randoll Mackenzie — 3 bataillons, 2 276 hommes
  - 2e bataillon du 24th Regiment of Foot « Warwick » — 1 bataillon, 787 hommes
  - 2e bataillon du 31st Regiment of Foot « Huntingdon » — 1 bataillon, 733 hommes
  - 1er bataillon du 45th Regiment of Foot « Nottingham » — 1 bataillon, 756 hommes
- 2e brigade : colonel Rufane Shaw Donkin — 2 bataillons, 1 198 hommes
  - 2e bataillon du 87th Regiment of Foot « Prince's of Wales Own Irish » — 1 bataillon, 599 hommes
  - 1er bataillon du 88th Regiment of Foot « Connaught Rangers » — 1 bataillon, 599 hommes

### 4edivision
Major-général Alexander Campbell — 5 bataillons & 2 compagnies, 2 960 hommes
- 60th Rifles « Royal American » — 2 compagnies, 120 hommes
- 1re brigade : major-général Alexander Campbell — 2 bataillons, 968 hommes
  - 2e bataillon du 7th Regiment of Foot « Royal Fuzileers » — 1 bataillon, 431 hommes
  - 2e bataillon du 53 Regiment of Foot « Shrop » — 1 bataillon, 537 hommes
- 2e brigade : colonel James Kemmis — 3 bataillons, 1 872 hommes
  - 1er bataillon du 40th Regiment of Foot « 2nd Somerset » — 1 bataillon, 745 hommes
  - 97th Regiment of Foot « Queen's Own » — 1 bataillon, 502 hommes
  - 2e bataillon des Detachements — 1 bataillon, 625 hommes

### Cavalerie

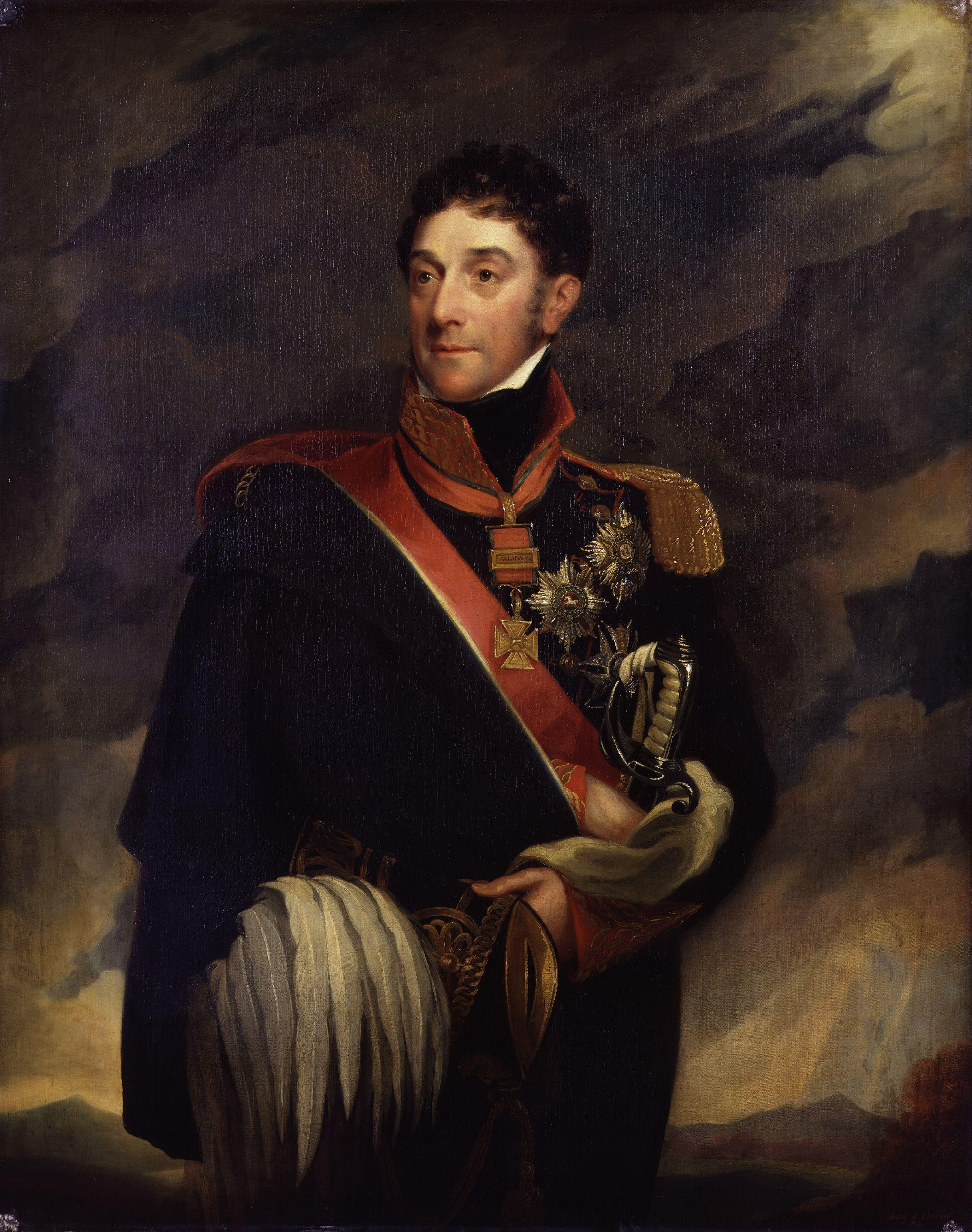
Le major-général Stapleton Cotton, commandant la 2e brigade de cavalerie britannique. Huile sur toile de Mary Martha Pearson.

Lieutenant-général William Payne — 18 escadrons, 2 969 hommes
- 1re brigade : brigadier-général Henry Fane — 6 escadrons, 1 070 hommes
  - 3rd Dragoon Guards « Prince of Wales's » — 3 escadrons, 525 hommes
  - 4th Dragoon Guards « Queen's Own » — 3 escadrons, 545 hommes
- 2e brigade : major-général Stapleton Cotton — 6 escadrons, 989 hommes
  - 14th Light Dragoons Regiment « Duchess of York's Own » — 3 escadrons, 464 hommes
  - 16th Light Dragoons Regiment « Queen's » — 3 escadrons, 525 hommes
- 3e brigade : brigadier-général George Anson — 6 escadrons, 910 hommes
  - 23th Light Dragoons Regiment — 3 escadrons, 459 hommes
  - 1st Hussars Regiment de la King's German Legion — 3 escadrons, 451 hommes

### Artillerie
Brigadier-général Edward Howorth — 30 canons, 1 033 hommes
- Royal Foot Artillery — 18 canons de 6 livres, 681 hommes
- Foot Artillery de la King's German Legion — 12 canons de 6 livres, 330 hommes

## Ordre de bataille espagnol

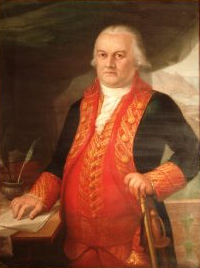
Le capitaine général Gregorio García de la Cuesta, commandant en chef l'armée d'Estrémadure.

Armée d'Estrémadure : capitaine général Gregorio García de la Cuesta, commandant en chef — 33 253 hommes, 30 canons

### Avant-garde

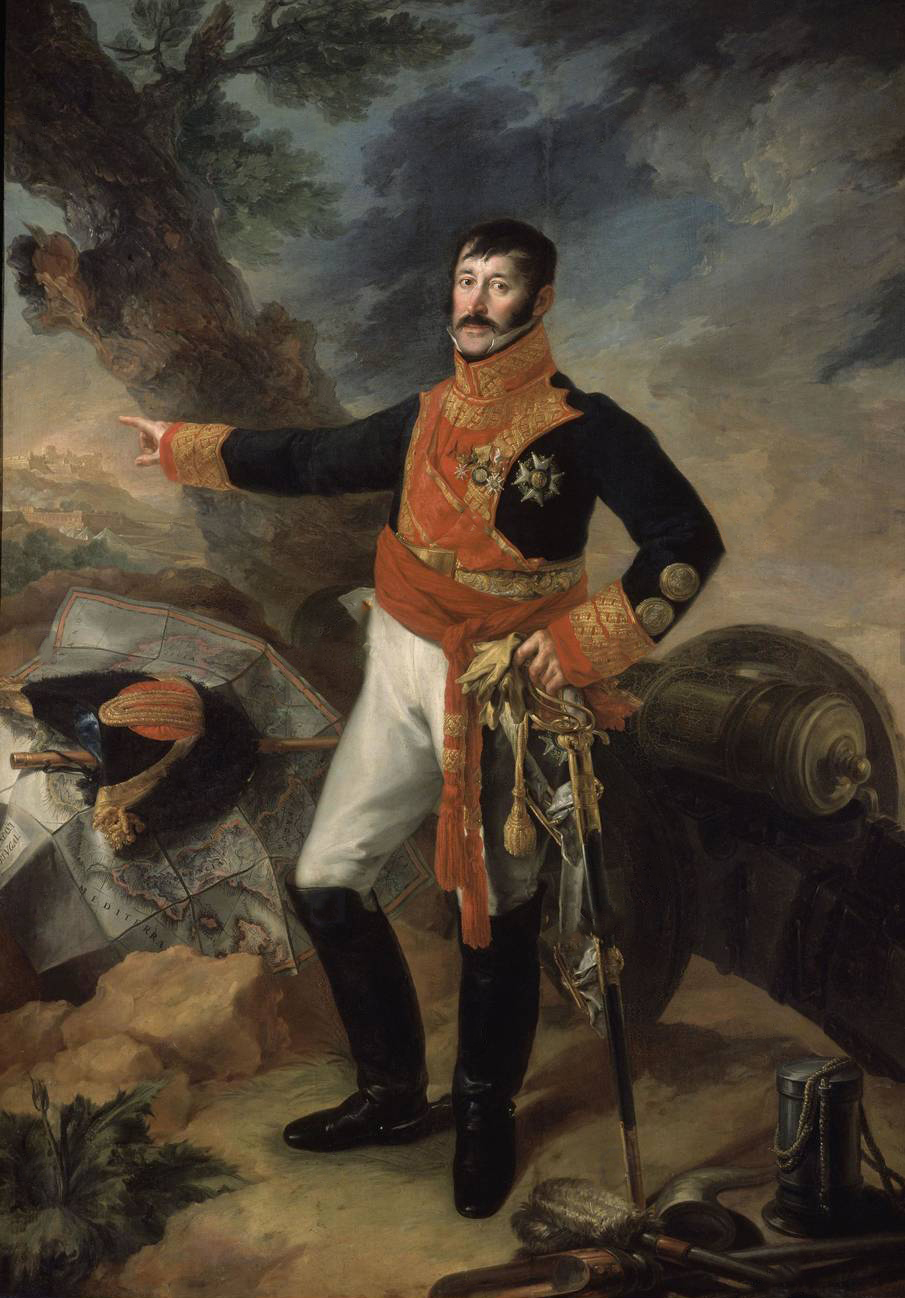
Le brigadier José Pascual de Zayas y Chacón, commandant l'avant-garde espagnole.

Brigadier José Pascual de Zayas y Chacón — 6 bataillons & 11 escadrons, 4 204 hommes
- Bataillons de caçadores « 2° de Cataluña » et « Barbastro » — 2 bataillons, 844 hommes
- Bataillons de caçadores « Campo Mayor » et « 1° de Valencia » — 2 bataillons, 1 615 hommes
- Bataillons de caçadores « Valencia Alcantara Albuquerque » et « Extremadura » — 2 bataillons, 690 hommes
- Caçadores à cheval « Voluntarios de España » — 3 escadrons, 272 hommes
- Caçadores à cheval « Sevilla » et « Granada de Llerena » — 6 escadrons, 565 hommes
- Lanciers Perseguidores — 2 escadrons, 218 hommes

### 1redivision
Maréchal de camp marquis de Zayas — 6 bataillons, 3 258 hommes
- Régiments de ligne Jaen et Cantabria — 3 bataillons, 1 785 hommes
- Régiments de ligne Voluntarios de España et Castilla, Tuy y Cadiz — 2 bataillons, 1 017 hommes
- Régiment de ligne Canarias — 1 bataillon, 456 hommes

### 2edivision
Maréchal de camp Iglesias — 7 bataillons, 5 280 hommes
- Régiments de ligne 2ndo de Mallorca et Vélez-Malaga — 4 bataillons, 3 144 hommes
- Régiments provinciaux Toledo, Burgos et Salamanca — 3 bataillons, 2 136 hommes

### 3edivision
Maréchal de camp de Portago — 8 bataillons, 4 729 hommes
- Régiment de ligne Badajoz — 2 bataillons, 1 087 hommes
- Régiments provinciaux Guadix et Badajoz — 2 bataillons, 1 139 hommes
- Régiments de ligne 1° Trujillo et 2° Antequera — 2 bataillons, 962 hommes
- Régiments de ligne Imperial de Toledo et Osuña — 2 bataillons, 1 541 hommes

### 4edivision
Maréchal de camp Manglano — 6 bataillons, 3 415 hommes
- Bataillon suisse — 1 bataillon, 995 hommes
- 2e et 3e bataillon du régiment de ligne Irlanda — 2 bataillons, 871 hommes
- 1er bataillon du régiment de ligne Leales de Fernando VII, régiments de ligne 2° Trujillo et 3° Trujillo — 3 bataillons, 1 549 hommes

### 5edivision
Maréchal de camp Bassecourt — 8 bataillons, 5 587 hommes
- Grenadiers de la ligne — 1 bataillon, 720 hommes
- 2e régiment de ligne Real Marina, régiment de ligne Reina — 3 bataillons, 1 886 hommes
- 1er et 2e bataillons du régiment de ligne Murcia, 3e bataillon du régiment de ligne Africa — 3 bataillons, 2 112 hommes
- Régiment de ligne Provincial de Sigüenza — 1 bataillon, 869 hommes

### Réserve
Brigadier Berthuy — 5 bataillons & 2 escadrons, 3 700 hommes
- Grenadiers de la ligne — 1 bataillon, 700 hommes
- Grenadiers provinciaux — 2 bataillons, 1 600 hommes
- 1er et 2e bataillons du 1er régiment de ligne Real Marina — 2 bataillons, 1 200 hommes
- Gardes du corps et carabiniers royaux — 2 escadrons, 200 hommes

### 1redivisionde cavalerie
Lieutenant-général de Henestrosa — 17 escadrons, 1 360 hommes
- Régiments de cavalerie de la ligne Rey, Reina et Infante — 9 escadrons, 720 hommes
- Régiment de dragons Almansa — 4 escadrons, 320 hommes
- Régiment de lanciers Xerez — 4 escadrons, 320 hommes

### 2edivisionde cavalerie
Lieutenant-général de Albuquerque — 19 escadrons, 1 520 hommes
- Régiment de cavalerie de la ligne Borbon — 4 escadrons, 320 hommes
- Régiment de dragons Pavia — 4 escadrons, 320 hommes
- Régiments de caçadores « Sagrario de Toledo » et « Voluntarios de Madrid » — 7 escadrons, 560 hommes
- 1er et 2e régiments de hussards Voluntarios de Extremadura — 4 escadrons, 320 hommes

### Artillerie
30 canons, 800 hommes
- Artillerie à pied de 12 livres — 6 canons
- Artillerie à pied de 8 livres — 14 canons
- Artillerie légère à pied de 4 livres — 4 canons
- Artillerie à cheval de 4 livres — 6 canons